# XM29 OICW

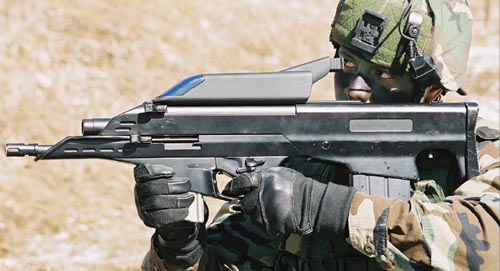
Een soldaat met een XM29 OICW

De XM29 OICW (Objective Individual Combat Weapon), alias Heckler-Koch XM-29 SABR, is een Amerikaans/Duits vuurwapen, automatisch geweer en granaatwerper in een. Ontworpen door Alliant Techsystems en Heckler & Koch.

## Eigenschappen
- Kaliber:             5,56 x 45 mm NATO (KE) en 20x85 mm (HE-granaat)
- Magazijn lengte:     250 mm (KE), 460 mm (HE)
- Magazijncapaciteit:  20 of 30 patronen (KE) en 6 granaten (HE)
- Lengte:              890 mm
- Gewicht:             leeg circa 5,5 kg; geladen circa 6,8 kg

## Geschiedenis
Al in 1986 werden de eerste plannen voor de OICW - toen in een militaire krant van de US Army Infantry School, het idee voor het "Small Arms System 2000" (SAS-2000), bedacht werd - gemaakt. Deels dienden de vuurwapens HK G11 en de Steyr ACR als inspiratie voor de OICW, dat gezien werd als een combinatie van het toppunt van de vuurwapentechnologie. Het echte eerste model van de OICW kwam pas uit in 1996. 
In de jaren daarna werden talloze verbeteringen toegepast en diverse versies van het wapen getest, totdat het OICW-programma in oktober 2005 werd geannuleerd. Het is onduidelijk of het wapen ooit verder zal worden ontwikkeld.